# Gruta dos Algares
A Gruta dos Algares é uma gruta portuguesa localizada na freguesia da Candelária, concelho da Madalena do Pico, ilha do Pico, arquipélago dos Açores.
Esta cavidade apresenta uma geomorfologia de origem vulcânica em forma de tubo de lava. Esta estrutura geológica apresenta um comprimento de 141 m.